# Косачи (Красноярский край)
Косачи — посёлок в Козульском районе Красноярского края России. Входит в состав Жуковского сельсовета. Находится на обоих берегах реки Кемчуг, примерно в 13 км к востоку-юго-востоку (ESE) от районного центра, посёлка Козулька, на высоте 273 метров над уровнем моря.

## Население
| 2010 |
| ---- |
| 442  |

По данным Всероссийской переписи, в 2010 году численность населения посёлка составляла 442 человек (211 мужчин и 231 женщина).

## Улицы
Уличная сеть посёлка состоит из 11 улиц и 4 переулков.

## Транспорт
В Косачах расположена одноимённая станция Красноярской железной дороги.